# Kranenburg (Cléveris)
Kranenburg es un municipio situado en el distrito de Cléveris, en el estado federado de Renania del Norte-Westfalia (Alemania), con una población a finales de 2016 de unos 10 609 habitantes.
Se encuentra ubicado al noroeste del estado, en la región de Düsseldorf, cerca de la orilla del río Rin y de la frontera con Países Bajos.

## Galerìa

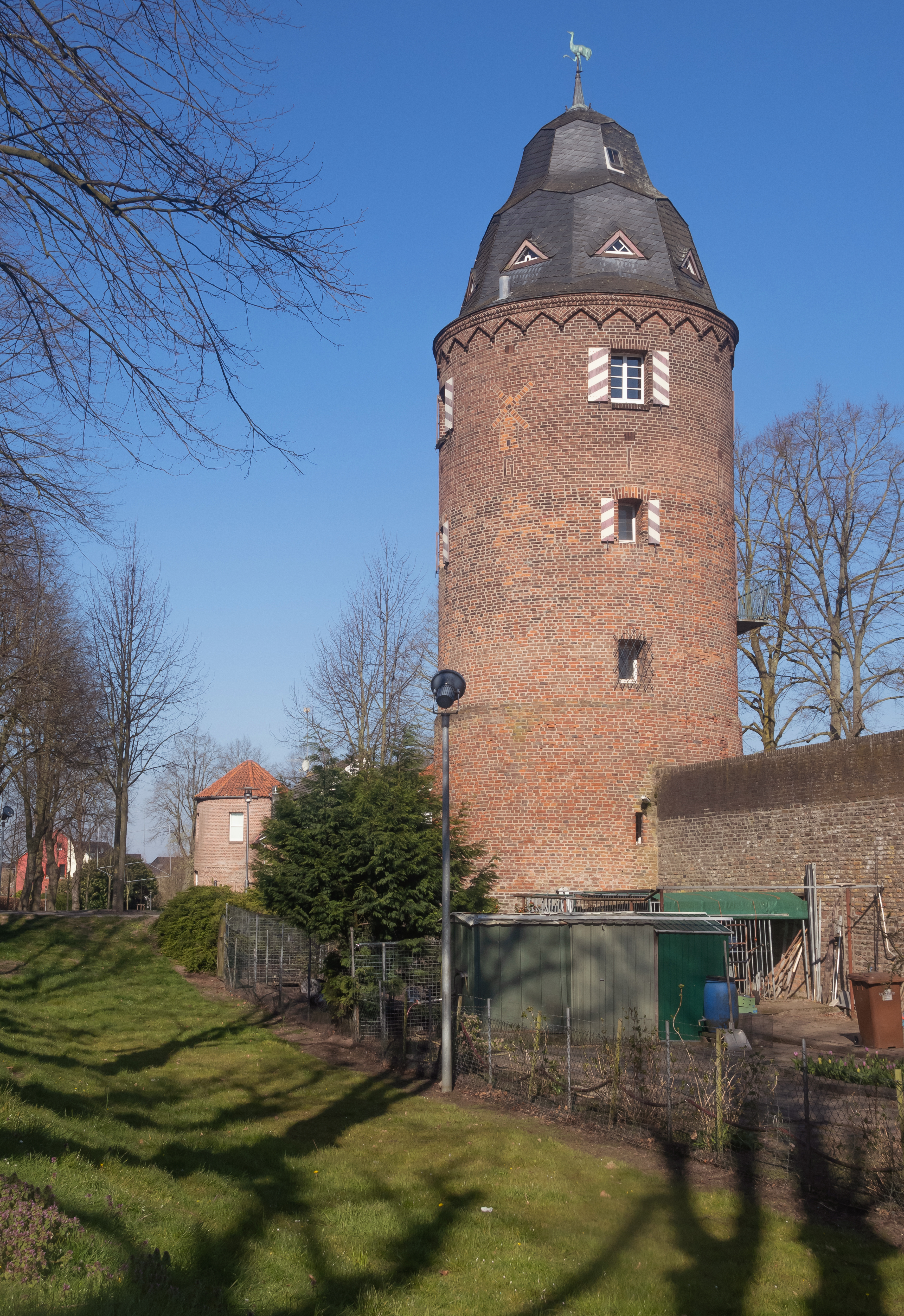
Kranenburg, el torre: Mühlenturm
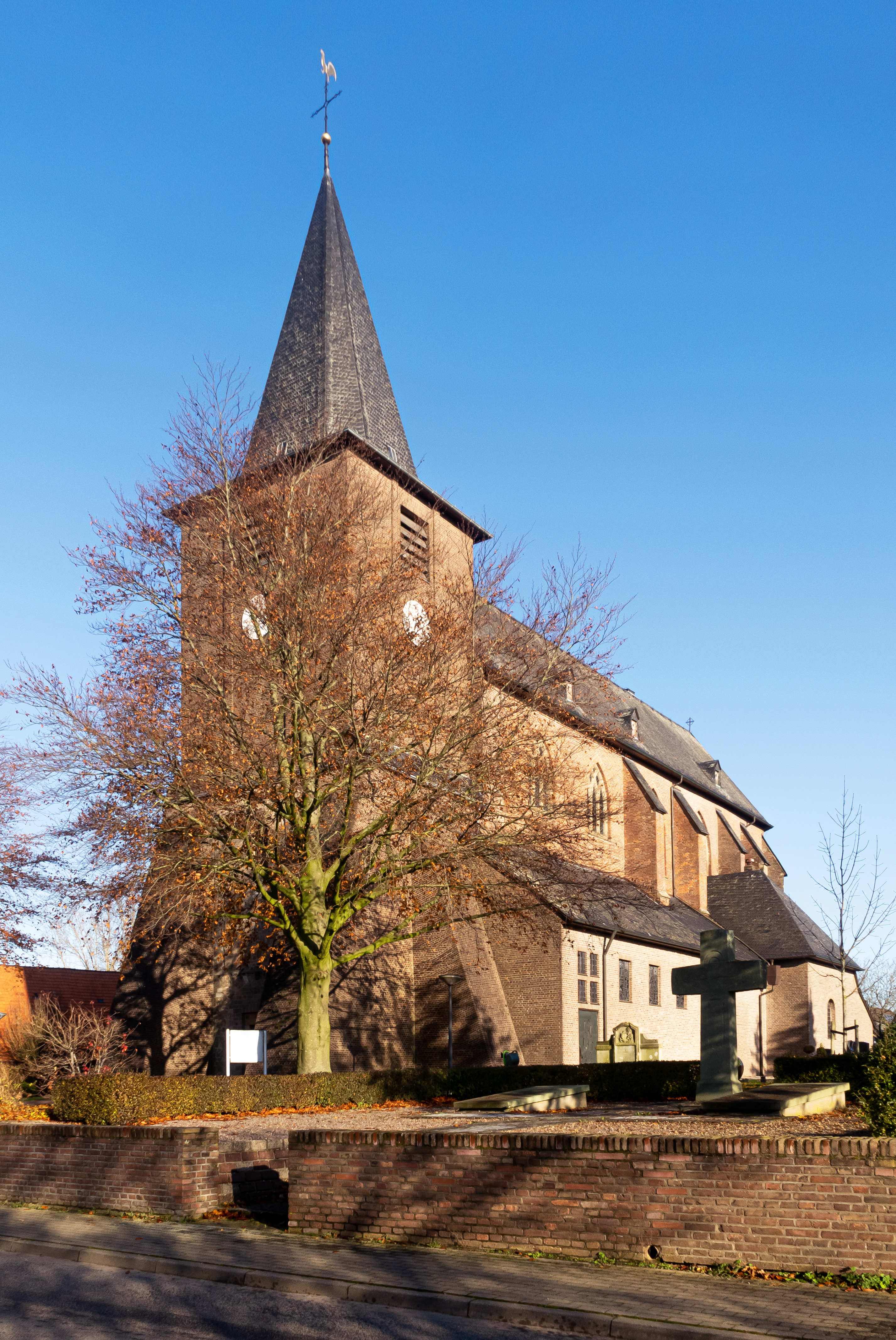
Zyfflich, la iglesia: Sankt Martinskirche
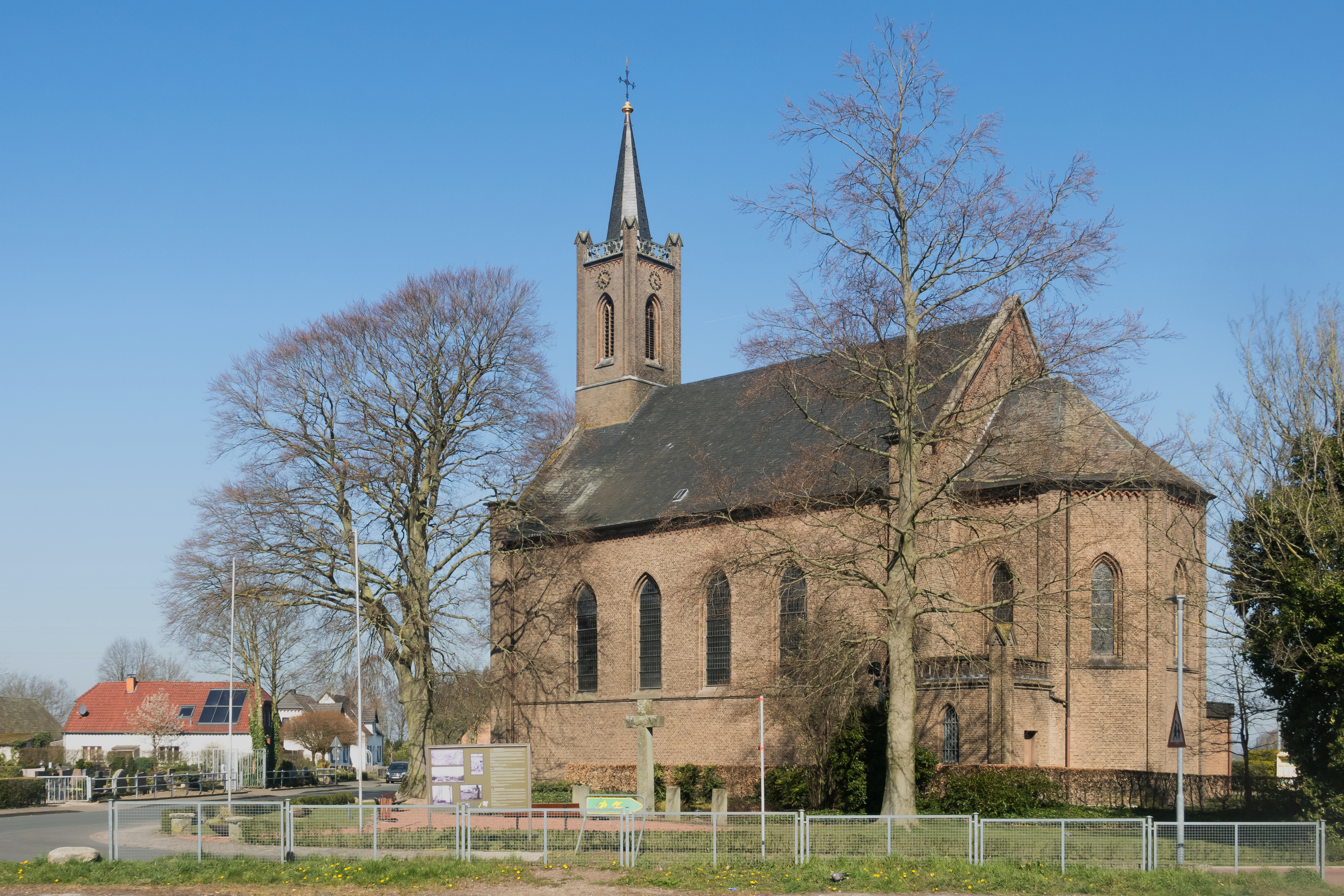
Nütterden, la iglesia catolica
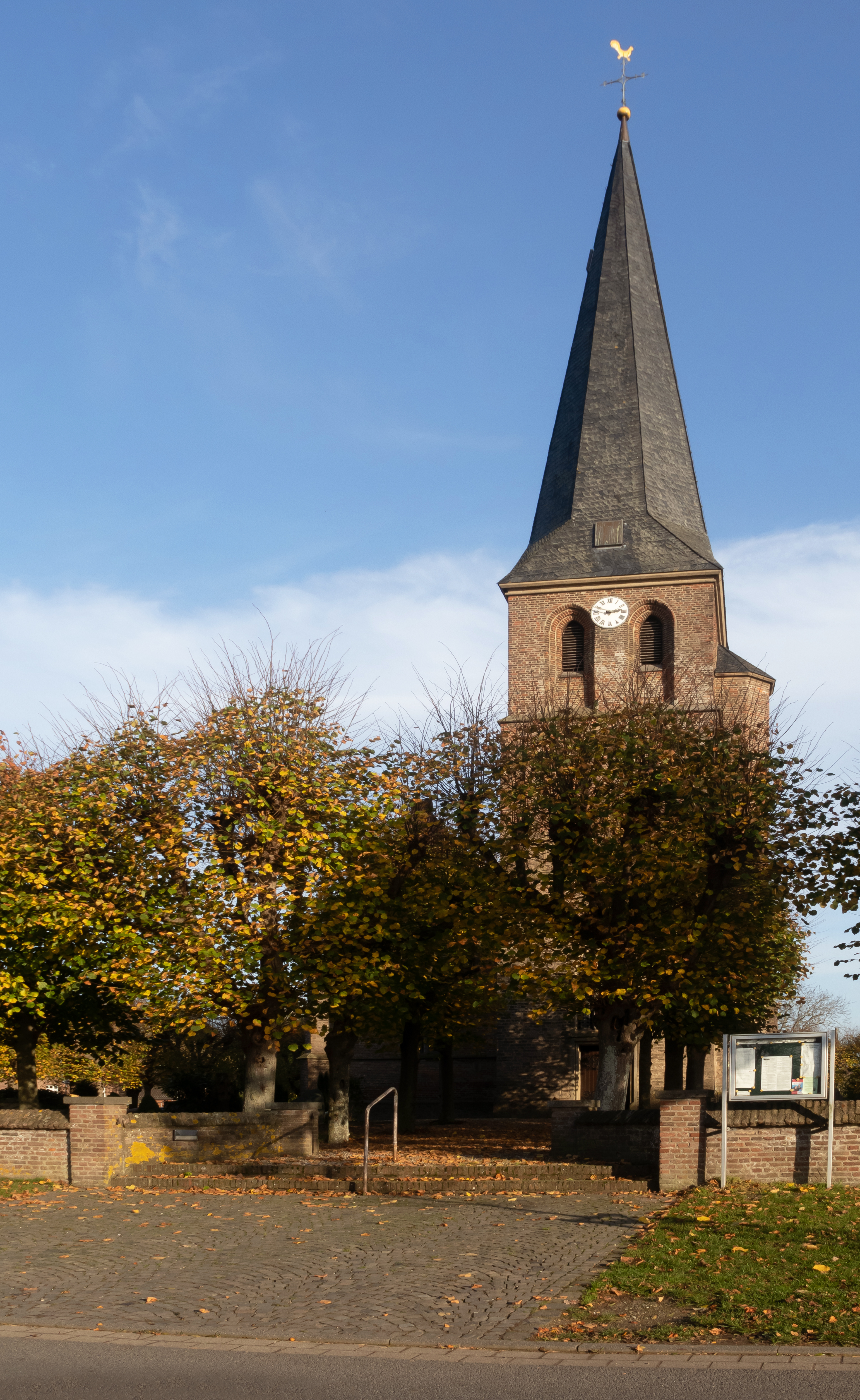
Niel, la iglesia: Sankt Bonifatiuskirche
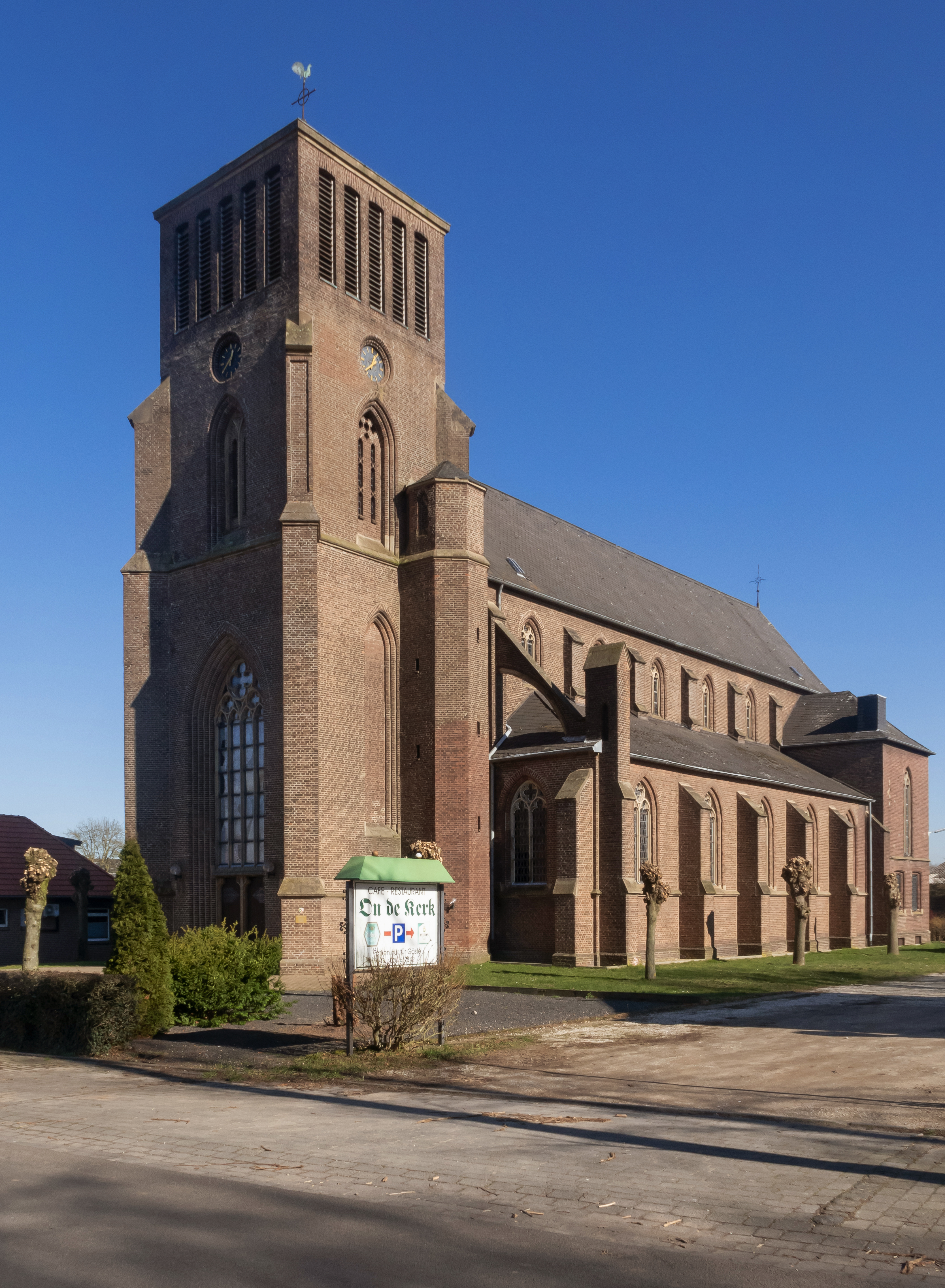
Frasselt, la iglesia catolica Pfarrkirche Frasselt